# Liste der Kulturdenkmäler in Echzell
Die folgende Liste enthält die in der Denkmaltopographie ausgewiesenen Kulturdenkmäler auf dem Gebiet  der Gemeinde Echzell, Wetteraukreis, Hessen.
Hinweis: Die Reihenfolge der Denkmäler in dieser Liste orientiert sich zunächst an Ortsteilen und anschließend der Anschrift, alternativ ist sie auch nach der Bezeichnung, der vom Landesamt für Denkmalpflege vergebenen Nummer oder der Bauzeit sortierbar.
Kulturdenkmäler werden fortlaufend im Denkmalverzeichnis des Landes Hessen durch das Landesamt für Denkmalpflege Hessen auf Basis des Hessischen Denkmalschutzgesetzes (HDSchG) geführt. Die Schutzwürdigkeit eines Kulturdenkmals hängt nicht von der Eintragung in das Denkmalverzeichnis des Landes Hessen oder der Veröffentlichung in der Denkmaltopographie ab.

## Echzell
| Bild            | Bezeichnung                         | Lage                                                                     | Beschreibung                       | Bauzeit | Objekt-Nr. |
| --------------- | ----------------------------------- | ------------------------------------------------------------------------ | ---------------------------------- | ------- | ---------- |
| weitere Bilder  | Gesamtanlage                        | Gesamtanlage Altstadt Lage                                               |                                    |         | 2576 DDB   |
| Bild gesucht BW | Gesamtanlage ehemaliges Jagdschloss | Südöstlich von Echzell am Waldrand Lage                                  | Internatsgymnasium Institut Lucius |         | 2577 DDB   |
| weitere Bilder  |                                     | Bahnhofstraße 6 LageFlur: 1, Flurstück: 845/4                            |                                    |         | 2578 DDB   |
| weitere Bilder  |                                     | Bahnhofstraße 13 LageFlur: 1, Flurstück: 860                             |                                    |         | 2579 DDB   |
| weitere Bilder  | Hofreite                            | Bahnhofstraße 23 LageFlur: 1, Flurstück: 869                             |                                    |         | 2580 DDB   |
| weitere Bilder  | Bahnhof                             | Bahnhofstraße 33, Bahnhofstraße LageFlur: 1, Flurstück: 1114/6, 1114/8   |                                    | 1896–97 | 184872 DDB |
| weitere Bilder  | Hofreite                            | Bisseser Straße 29 LageFlur: 1, Flurstück: 742/2                         |                                    |         | 2581 DDB   |
| weitere Bilder  | Hofreite                            | Bisseser Straße 37 LageFlur: 1, Flurstück: 747                           |                                    |         | 2582 DDB   |
| Bild gesucht BW | Jüdischer Friedhof                  | Die Holzwiese LageFlur: 23, Flurstück: 22                                |                                    |         | 195979 DDB |
| Bild gesucht BW | Jagdschloss                         | Forsthaus 1 LageFlur: 23, Flurstück: 1/1                                 |                                    |         | 2596 DDB   |
| weitere Bilder  |                                     | Hauptstraße 77 (Ecke Eschbaumgasse) LageFlur: 1, Flurstück: 533/1        |                                    |         | 2583 DDB   |
| weitere Bilder  |                                     | Hauptstraße 79 LageFlur: 1, Flurstück: 536                               |                                    |         | 2584 DDB   |
| weitere Bilder  |                                     | Hauptstraße 81 LageFlur: 1, Flurstück: 537                               |                                    |         | 2585 DDB   |
| weitere Bilder  |                                     | Hauptstraße 95 LageFlur: 1, Flurstück: 545                               |                                    |         | 2586 DDB   |
| weitere Bilder  |                                     | Hauptstraße 105 LageFlur: 1, Flurstück: 553/1                            |                                    |         | 2587 DDB   |
| weitere Bilder  |                                     | Hauptstraße 107 LageFlur: 1, Flurstück: 554                              |                                    |         | 2588 DDB   |
| weitere Bilder  | Schloss Echzell                     | Hauptstraße 111, Hauptstraße LageFlur: 1, Flurstück: 557/1, 557/2, 558/1 |                                    |         | 2589 DDB   |
| weitere Bilder  |                                     | Hauptstraße 111 LageFlur: 1, Flurstück: 557/2                            |                                    |         | 2590 DDB   |
| weitere Bilder  |                                     | Hauptstraße 113 LageFlur: 1, Flurstück: 560                              |                                    |         | 2591 DDB   |
| weitere Bilder  |                                     | Hauptstraße 119 LageFlur: 1, Flurstück: 566/1                            |                                    |         | 2592 DDB   |
| weitere Bilder  | Hofreite                            | Hauptstraße 138 LageFlur: 1, Flurstück: 454/1                            |                                    |         | 2593 DDB   |
| weitere Bilder  | Hofreite                            | Hauptstraße 152 LageFlur: 1, Flurstück: 431/3                            |                                    |         | 2594 DDB   |
| weitere Bilder  |                                     | Hauptstraße 188 LageFlur: 1, Flurstück: 411                              |                                    |         | 2595 DDB   |
| weitere Bilder  | Adelshof                            | Lindenstraße 3 LageFlur: 1, Flurstück: 175/1                             |                                    |         | 2597 DDB   |
| weitere Bilder  | Ehemaliges Pfarrhaus                | Lindenstraße 4 LageFlur: 1, Flurstück: 172/8                             |                                    |         | 2598 DDB   |
| weitere Bilder  | Ehemaliges Schul- und Rathaus       | Lindenstraße 5 LageFlur: 1, Flurstück: 211                               |                                    |         | 2599 DDB   |
| weitere Bilder  | Evangelische Pfarrkirche            | Lindenstraße 7 LageFlur: 1, Flurstück: 210                               |                                    |         | 2600 DDB   |
| weitere Bilder  |                                     | Lindenstraße 24 LageFlur: 1, Flurstück: 148                              |                                    |         | 2601 DDB   |
| weitere Bilder  |                                     | Lindenstraße 31 LageFlur: 1, Flurstück: 197/1                            |                                    |         | 2602 DDB   |

## Bingenheim
| Bild            | Bezeichnung                       | Lage | Beschreibung | Bauzeit | Objekt-Nr. |
| --------------- | --------------------------------- | --- | ------------ | ------- | ---------- |
| weitere Bilder  | Gesamtanlage                      | Gesamtanlage Bingenheim Lage |              |         | 602604 DDB |
| Bild gesucht BW | Sachgesamtheit Bingenheimer Mühle | Außenliegend 7 LageFlur: 3, Flurstück: 150 |              |         | 2605 DDB   |
| weitere Bilder  |                                   | Erbsengasse 1 LageFlur: 1, Flurstück: 170 |              |         | 2606 DDB   |
| Bild gesucht BW | Horloff-Brücke                    | Horloff-Flutbach LageFlur: 3, Flurstück: 106 |              |         | 923902 DDB |
| weitere Bilder  |                                   | Kronstraße 4 LageFlur: 1, Flurstück: 15 |              |         | 2607 DDB   |
| weitere Bilder  |                                   | Raunstraße 28a LageFlur: 1, Flurstück: 154/2 |              |         | 2608 DDB   |
| weitere Bilder  | Ehemalige Wasserburg              | Schloßstraße 9, 11, 15, Kronstraße 24, Schloßstraße LageFlur: 1, Flurstück: 22, 23, 24/1, 24/2, 25, 26, 27, 28/2, 28/3, 31/1, 349/14, 349/15, 498 |              |         | 2609 DDB   |
| weitere Bilder  | Evangelische Pfarrkirche          | Schloßstraße 16 LageFlur: 1, Flurstück: 9/5 |              |         | 2610 DDB   |
| weitere Bilder  |                                   | Schloßstraße 22 LageFlur: 1, Flurstück: 19/4 |              |         | 2611 DDB   |
| weitere Bilder  |                                   | Weidgasse 2 LageFlur: 1, Flurstück: 68/2 |              |         | 2612 DDB   |
| weitere Bilder  |                                   | Weidgasse 30 LageFlur: 1, Flurstück: 47/3 |              |         | 2613 DDB   |

## Bisses
| Bild           | Bezeichnung              | Lage                                                     | Beschreibung | Bauzeit | Objekt-Nr. |
| -------------- | ------------------------ | -------------------------------------------------------- | ------------ | ------- | ---------- |
| weitere Bilder | Gesamtanlage             | Gesamtanlage Bisses Lage                                 |              |         | 602616 DDB |
| weitere Bilder | Hofreite                 | Georgenstraße 7 LageFlur: 1, Flurstück: 85/6             |              |         | 2617 DDB   |
| weitere Bilder |                          | Georgenstraße 11 LageFlur: 1, Flurstück: 84              |              |         | 2614 DDB   |
| weitere Bilder | Toranlage                | Georgenstraße 16 LageFlur: 1, Flurstück: 29              |              |         | 2619 DDB   |
| weitere Bilder |                          | Georgenstraße 19 LageFlur: 1, Flurstück: 96/3            |              |         | 2620 DDB   |
| weitere Bilder |                          | Georgenstraße 23 LageFlur: 1, Flurstück: 77/1            |              |         | 2621 DDB   |
| weitere Bilder |                          | Georgenstraße 24/26 LageFlur: 1, Flurstück: 32/2, 34/1   |              |         | 2622 DDB   |
| weitere Bilder | Ehemalige Schule         | Georgenstraße 33 LageFlur: 1, Flurstück: 72/6            |              |         | 2623 DDB   |
| weitere Bilder |                          | Georgenstraße 36 LageFlur: 1, Flurstück: 38/1            |              |         | 2624 DDB   |
| weitere Bilder | Evangelische Pfarrkirche | Georgenstraße 40 LageFlur: 1, Flurstück: 41              |              |         | 2625 DDB   |
| weitere Bilder | Kriegerdenkmal           | Georgenstraße (bei Nr. 33) LageFlur: 1, Flurstück: 307/1 |              |         | 2626 DDB   |
| weitere Bilder | Jüdischer Friedhof       | Georgenstraße (bei Nr. 56) LageFlur: 1, Flurstück: 1     |              |         | 195980 DDB |
| weitere Bilder | Ehemaliges Pfarrhaus     | Mittelstraße 3 LageFlur: 1, Flurstück: 68                |              |         | 2627 DDB   |

## Gettenau
| Bild            | Bezeichnung              | Lage                                              | Beschreibung | Bauzeit | Objekt-Nr. |
| --------------- | ------------------------ | ------------------------------------------------- | ------------ | ------- | ---------- |
| weitere Bilder  | Gesamtanlage             | Gesamtanlage Gettenau Lage                        |              |         | 602628 DDB |
| Bild gesucht BW | Bahnhof                  | Hauptstraße 4 LageFlur: 8, Flurstück: 3/6         |              |         | 184871 DDB |
| weitere Bilder  |                          | Hauptstraße 11 LageFlur: 1, Flurstück: 284        |              |         | 2629 DDB   |
| weitere Bilder  |                          | Hauptstraße 15 LageFlur: 1, Flurstück: 286/2      |              |         | 2630 DDB   |
| weitere Bilder  |                          | Hauptstraße 32 LageFlur: 1, Flurstück: 323/1      |              |         | 2631 DDB   |
| weitere Bilder  | Evangelische Pfarrkirche | Hauptstraße 66 LageFlur: 1, Flurstück: 259, 260/1 |              |         | 2632 DDB   |
| weitere Bilder  | Hofreite                 | Ringstraße 3 LageFlur: 1, Flurstück: 278          |              |         | 2633 DDB   |
| weitere Bilder  | Hakenhofreite            | Ringstraße 5 LageFlur: 1, Flurstück: 279/2        |              |         | 2634 DDB   |
| weitere Bilder  |                          | Wiesengasse 7 LageFlur: 1, Flurstück: 329/1       |              |         | 2635 DDB   |

## Limes

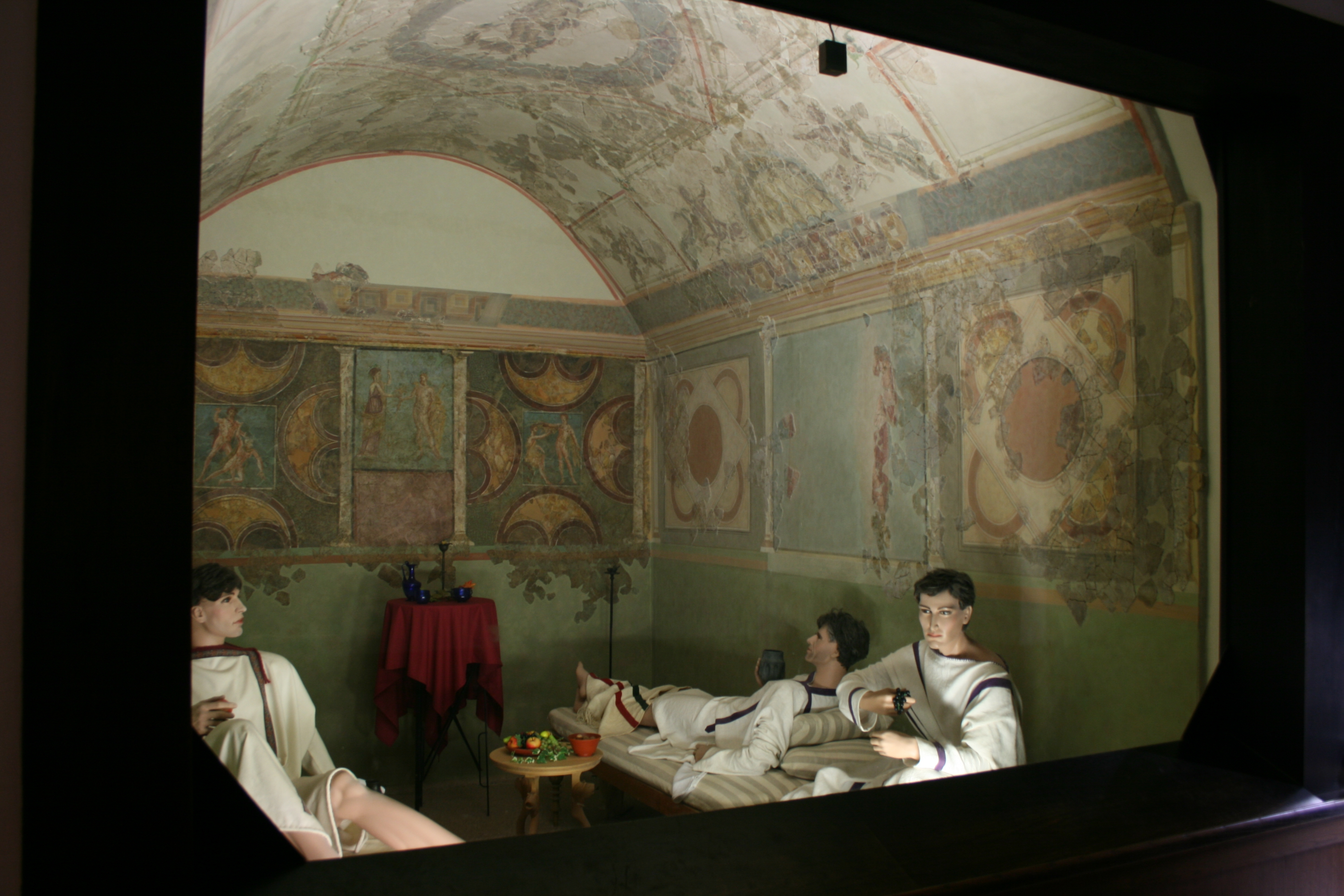
Rekonstruierte Wandmalereien aus der Echzeller Offizierswohnung im Saalburgmuseum

Der Obergermanisch-Raetische Limes ist in Hessen nach dem Denkmalschutzgesetz ein Bodendenkmal und seit 2005 Weltkulturerbe der UNESCO. Ein Teil des Limes, der Wetterau-Limes, verläuft durch die Echzeller Gemarkung. Entlang des Limes liegen hier das Kastell Echzell, das Kleinkastell Haselheck und das Kleinkastell Lochberg.